# Российско-лаосские отношения
Дипломатические отношения между СССР и Лаосом установлены 7 октября 1960 года. В декабре 1962 года был подписан ряд соглашений о торговле и экономико-техническом сотрудничестве.

## История

### СССР и Лаос
В 1960 году Советский Союз установил дипломатические отношения с Королевством Лаос, одновременно КПСС налаживала связи с патриотическими силами в лице созданной в 1955 году Народной партией Лаоса, позже переименованной в Народно-революционную партию Лаоса. Эти связи стали особенно активными после подписания в Женеве международных соглашений по Лаосу в году, в результате чего он получил полную независимость от Франции, а патриотические силы были признаны в качестве одного из субъектов на его политической арене. Таким образом, Советский Союз стал одной из немногих стран, поддерживающих отношения одновременно и с патриотическими силами, и с официальными властями Лаоса. Советскими послами в Лаосе в те годы были Александр Абрамов (1960—1962) и Сергей Афанасьев (1962—1964).
СССР настойчиво отстаивал нейтралитет, независимость и единство Лаоса, против попыток США вмешиваться в его внутренние дела и подчинить эту страну своему господству. Вопреки ожесточённому сопротивлению американских империалистов, и благодаря активному содействию Советского Союза, демократическим силам Лаоса и Камбоджи удалось прийти к соглашению с Францией, о прекращении военных действий.
Председатель Верховного Совета СССР А. П. Шитиков 10 мая 1976 года принял делегацию руководства Общества лаосско-советской дружбы во главе с президентом общества, Министром сельского хозяйства, лесных и водных ресурсов ЛНДР Кхамсуком Сайнасенгом. На митинге он заявил следующее:

Лаос и Советский Союз географически расположены далеко друг от друга, но глубокие чувства братской дружбы и солидарности придают нам новые силы для мирного строительства и защиты нашей родины
— Кхамсук Сайнасенг
В 1976 году указом Президиума Верховного Совета СССР № 493 был ратифицирован договор о торговле между Советским Союзом и Лаосской Народно-Демократической Республикой. Позже в Лаосе был принят первый пятилетний план развития народного хозяйства на 1981—1985 годы.

### Российская Федерация и Лаос

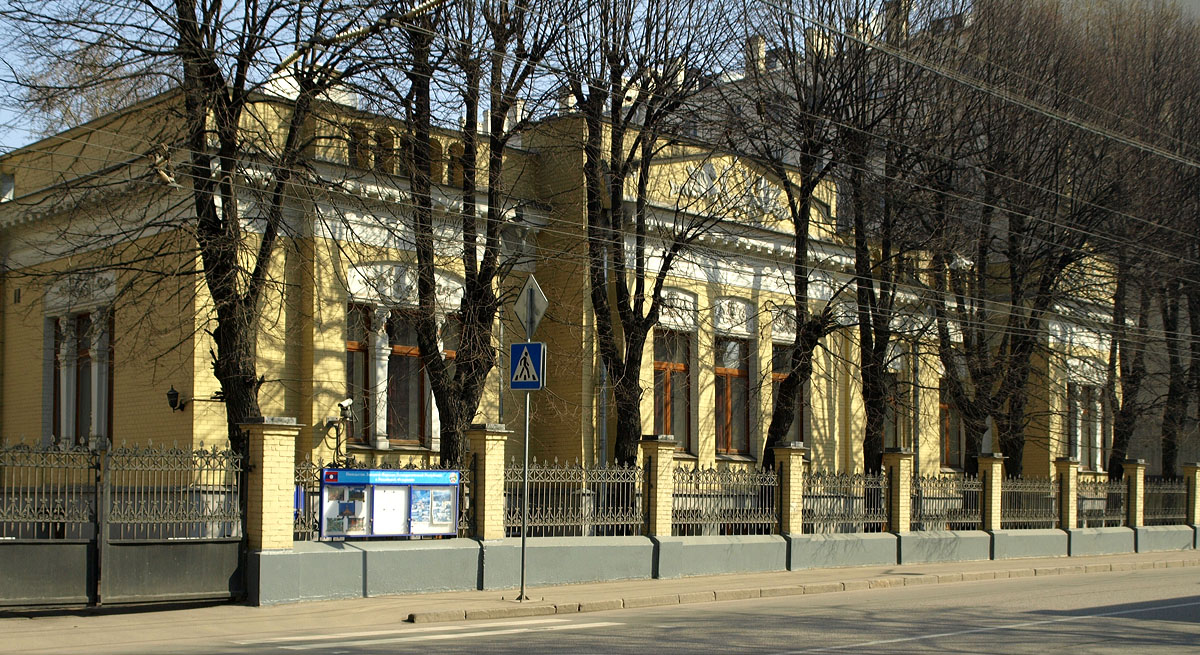
Посольство Лаоса в России

31 декабря 1991 года ЛНДР заявила о признании Российской Федерации в качестве государства-правопреемника СССР. В 1994 г. подписан Договор об основах дружественных отношений.
После спада начала 1990-х годов происходит активизация российско-лаосских отношений. В июне 2003 г. Россию с официальным визитом посетил Премьер-министр ЛНДР Б. Ворачит. В 1994, 2001 и 2005 годах состоялись официальные визиты в Москву заместителя Премьер-министра, Министра иностранных дел ЛНДР С. Ленгсавата, а в июне 2007 г. — заместителя Премьер-министра, Министра иностранных дел ЛНДР Т. Сисулита. В ноябре 2004 г. во Вьентьяне с официальным визитом находился Министр иностранных дел России С. В. Лавров.
В октябре 2005 года, по случаю 45-й годовщины установления дипломатических отношений между странами в Москву прибыл заместитель премьер-министра, министр иностранных дел Лаоса Сомсават Ленгсават. В ходе переговоров стороны зафиксировали близость или совпадение взглядов по всем основным вопросам региональной и международной повестки дня. В первую очередь шла речь об укреплении многосторонних начал в международной политике и роли ООН. Состоялся обмен мнениями о взаимодействии в рамках структур, активно действующих в АТР, для налаживания партнерства в борьбе с терроризмом, наркотрафиком, организованной преступностью.
Обсуждались также перспективы взаимодействия на международной арене, учитывая близость подходов России и Лаоса к проблеме создания системы мироустройства, обеспечивающей стабильность и безопасность на глобальном уровне.
Стороны обменялись благодарственными нотами, в частности с российской стороны Игорь Иванов пожелал Вице-премьеру Лаосской Народной Демократической Республики, министру иностранных дел Лаоса Сомсавату Ленгсавату доброго здоровья, счастья и дальнейших успехов в ответственной деятельности во благо Лаосского народа. Со своей стороны Сомсават Ленгсават ответил следующее:

Подписание 9 марта [1994 года] Договора об основах дружественных отношений между Лаосской Народно-Демократической Республикой и Российской Федерацией стало важным событием в истории отношений традиционных дружбы и сотрудничества между нашими странами и народами. Договор заложил прочную основу двустороннего сотрудничества между нашими странами и народами. Договор заложил прочную основу двустороннего сотрудничества и продемонстрировал искреннее стремление народов Лаоса и России и далее крепить дружбу и взаимовыгодное сотрудничество. Лаосский народ выражает искреннюю признательность российскому народу за бесценную помощь и поддержку, оказанные как в прошлом, так и на новом этапе социально-экономического развития ЛНДР.
Искренне надеюсь, что совместными усилиями нам удастся продолжить неуклонно развивать отношения дружбы и всестороннего сотрудничества между двумя странами на благо народов Лаоса и России, в интересах международного сотрудничества и мира во всём мире.
— Сомсават Ленгсават

## Экономическое сотрудничество
Экономическое сотрудничество, которое резко сократилось в начале 1990-х гг., к настоящему времени полностью перешло на коммерческую основу. Оно невелико по объему, но, тем не менее, постепенно развивается. В перспективе возможно участие российских компаний в модернизации существующих в ЛНДР объектов инфраструктуры и сооружении новых.
В целом торговля между Россией и Лаосом растет. В 2004 году товарооборот увеличился в 2,8 раза (6,7 млн долларов), а российский экспорт — в 2,9 раза (6,5 млн дол.). Для сравнения, в прежние времена товарооборот достигал 50 млн дол. в год. Россия поставляет в Лаос авиационные двигатели и запасные части к ним, запчасти к автомобилям, вертолёты, грузовой и внедорожный автотранспорт, удобрения. В 2009 году товарооборот ЛНДР и РФ составил 11,4 млн долларов.
Перспективным направлением сотрудничества является поставка в Лаос российской авиационной и вертолётной техники и запчастей к ней. В 2004 году был подписан контракт между Казанским вертолётным заводом и Правительством ЛНДР на поставку в Лаос транспортных вертолётов «Ансат».
«Санкт-Петербургская авиаремонтная компания» заключила контракт на ремонт вертолётов Ми-8 и Ми-17, эксплуатирующихся в Лаосе, для чего в 2004 году построена авиаремонтная мастерская на территории международного аэропорта «Ваттай» во Вьентьяне. Предполагается, что это предприятие станет основой будущего российского сервисного центра. В 2004 году завершено исполнение контракта на поставку в Лаос трёх российских самолётов Ил-103. Поставщиком с российской стороны выступило объединение «Авиаэкспорт».
Другим перспективным направлением сотрудничества являются поставки российской автотехники в Лаос. ОАО «РусавтоГАЗ» реализовало контракт на поставку в 2004 году в Лаос автомобилей ГАЗ-33081-43, а также автомобилей — заправщиков производства ОАО «КАМАЗ» для Лаосской топливной компании. Представители ЗИЛа провели ряд встреч и консультаций по поставкам автомобилей в Лаос. Челябинский тракторный завод установил контакты с лаосской компанией «ВАСКО», заинтересованной в приобретении продукции завода. Специалисты «Мосгоргипротранса» произвели необходимые расчеты и предварительные проектные работы по реализации плана создания троллейбусного сообщения во Вьентьяне.
Особое внимание Межправительственная Комиссия уделила поддержке деятельности совместных предприятий с российским капиталом в Лаосе. В сентябре 2004 года в Лаосе создано российско-лаосское совместное предприятие «Намикор». В настоящее время компания ведет разведку месторождений олова и железа на территории, предоставленной в концессию в провинции Кхаммуан. В 2006 году планируется начало промышленной добычи олова.
Совместная российско-лаосская компания «Даолао», действующая в сфере разведки и добычи золота, продолжала в 2004 году геологическую доразведку месторождения золота, на которое ею получена концессия.
Российские компании «Силовые машины», «Регион-Ойл», «АДД», представители которых приняли участие в заседании в качестве экспертов, заявили о заинтересованности в участии в развитии энергетики ЛНДР, включая проектирование, строительство энергетических объектов и подготовку кадров.
Российская Ассоциация СиБОСС, работающая в области программного обеспечения, заключила соглашение о сотрудничестве с лаосской компанией «Лао-Эйша» на поставку оборудования для учёта времени, разработки тарифов и проведения маркетинговых исследований в области мобильной связи. В декабре 2004 года во Вьентьян поставлена первая партия оборудования и начался его монтаж.

## Научно-образовательный обмен
Лаос строил основы социализма, и как отметил декан факультета иностранных языков педагогического института Кхампей Вана-Сопха в интервью советскому журналу «Культура и жизнь», для лаосцев имел огромное значение опыт страны победившего Октября. Среди них существовал повышенный интерес к СССР, его культуре, в частности к изучению русского языка и литературы.
Если в 1970-е годы в СССР училось некоторое количество граждан Лаоса и Кампучии, то в 2000-е лаосцев и кхмеров в России практически не было.
В 1990-е годы организовывались российско-вьетнамские и российско-лаосские научно-практические конференции по проблемам углубления рыночных реформ и открытой политике во Вьетнаме и Лаосе.
В стадии проработки находится вопрос о заключении договора о сотрудничестве между ЛНУ и Институтом стран Азии и Африки при МГУ. После длительного перерыва возобновилось направление на обучение в Россию лаосских студентов.

## Военное сотрудничество
После визита в Россию премьер-министра Лаоса Тхонглуна Сисулита в 2016 году активизировалось сотрудничество в военной и военно-технической областях. Вооруженные силы Лаоса и России развивают сотрудничество в военной сфере, в 2018 году министр обороны Лаоса сказал — «отношения армий двух стран можно назвать братскими».
С октября 2018 года по март 2019 года специалистами российского Международного противоминного центра проведено разминирование лесистой местности в провинции Боликхамсай от взрывоопасных предметов, оставшихся после американских бомбардировок в период с 1964 по 1973 год. Открыт филиал центра в Лаосе, который готовит специалистов по разминированию. В марте 2019 года Народной армии Лаоса переданы новейшие российские средства поиска взрывоопасных предметов и защиты сапёров.
С 10 по 19 декабря 2019 года на территории полигона «Бан Пэн» (Лаос) прошли первые в истории совместные российско-лаосские военные учения «Ларос-2019» с участием более 500 военнослужащих с обеих сторон.

## Русский язык и русская культура в Лаосе
До 1998 года преподавание русского языка в Лаосе продолжалось силами российских преподавателей на Курсах русского языка при Российском центре науки и культуры (РЦНК) и в существовавшей на его базе начальной школе «Миттапхап» (в ней преподавались русский и английский языки) во Вьентьяне, в районе Сихом. В 1998 году было принято решение о закрытии РЦНК. Спустя 15 лет, в октябре 2013 года, новое представительство Россотрудничества (с 2021 года — «Русский дом») было открыто в районе Сайсеттха. При центре действуют библиотека и видеотека, где лаосцы могут ознакомиться с русской литературой и периодикой, а также посмотреть российские фильмы и телевизионные программы.
В Национальной библиотеке Лаоса, а также в министерствах и ведомствах сохранилось много литературы технического, экономического и политического характера на русском языке, однако фонд не обновляется с конца 80-х годов. Книги на русском языке из «старых запасов» по-прежнему продаются в некоторых книжных магазинах. У лаосцев сохраняется интерес к информации из России и о России, которую они получают из системы Интернет и российские каналы спутникового телевидения.
Начиная с 2001 года, в положении русского языка в Лаосе наметились некоторые позитивные сдвиги, связанные с установкой партийно-государственного руководства страны на восстановление и активизацию отношений с Россией. В этой связи есть планы возобновить преподавание русского языка как второго иностранного в Университете, а также в Академии национальной обороны. В рамках популяризации русского языка на базе школы Посольства организуются трёхмесячные курсы.
В 2023 году в Лаосе были открыты полноценные русские классы с изучением русского языка. В 2024 году сотрудничество укрепилось при поддержке РГПУ им. А. И. Герцена, выпускником которого являлся Тхонглун Сисулит, действующий на данный период президент Лаоса и генеральный секретарь Партии. 